# Крешимир Риц
Крешимир Риц (нар. 28 червня 1973) — колишній хорватський тенісист.
Найвищу одиночну позицію світового рейтингу — 811 місце досяг 23 серпня 1999, парну — 425 місце — 8 грудня 1997 року.

## Фінали ITF Ф'ючерс

### Парний розряд: 18 (8–10)
| Результат | В-П  | Дата     | Турнір                          | Покриття | Партнер               | Суперники                                | Рахунок          |
| --------- | ---- | -------- | ------------------------------- | -------- | --------------------- | ---------------------------------------- | ---------------- |
| Перемога  | 1–0  | Лип 1998 | Хорватія F3, Малий Лошинь       | Ґрунт    | Горан Прпич           | Бра Целищак Валентіно Пест               | 6–0, 6–3         |
| Перемога  | 2–0  | Сер 1998 | Хорватія F6, Умаг               | Ґрунт    | Йосип Думанич         | Тім Крічтон Девід Мак-Намара             | 0–6, 7–6, 7–6    |
| Поразка   | 2–1  | Лют 1999 | Хорватія F1, Загреб             | Тверде   | Іван Цинкуш           | Джонатан Ерліх Нір Велгрін               | 2–6, 1–6         |
| Перемога  | 3–1  | Чер 2000 | Словенія F1, Порторож           | Ґрунт    | Давід Моренте-Герреро | Франтішек Бабей Карім Маамун             | 6–2, 6–4         |
| Поразка   | 3–2  | Жов 2000 | Греція F6, Кос                  | Тверде   | Іван Цинкуш           | Віктор Брутанс Браніслав Секач           | 6–3, 2–6, 3–6    |
| Перемога  | 4–2  | Лис 2000 | Греція F7, Іракліон             | Тверде   | Іван Цинкуш           | Йоганнес Аґер Константін Ґрубер          | 3–6, 6–2, 6–3    |
| Поразка   | 4–3  | Лис 2000 | Кіпр F1, Нікосія                | Ґрунт    | Іван Цинкуш           | Андрей Крачман Марко Ткалець             | w/o              |
| Поразка   | 4–4  | Чер 2002 | Словенія F1, Марибор            | Ґрунт    | Марко Ткалець         | Іван Цинкуш Андрей Крачман               | 0–6, 3–6         |
| Поразка   | 4–5  | Чер 2002 | Словенія F2, Марибор            | Ґрунт    | Марко Ткалець         | Іван Цинкуш Андрей Крачман               | 6–7(5), 4–6      |
| Перемога  | 5–5  | Сер 2002 | Австрія F3, Крамзах             | Ґрунт    | Іван Цинкуш           | Роб Чейн Стефан Ваутерс                  | 6–4, 7–6(4)      |
| Перемога  | 6–5  | Лис 2002 | Мексика F18, Леон               | Тверде   | Шон Купер             | Альваро Домінгес Хуан Мануель Елісондо   | 3–4, ret.        |
| Перемога  | 7–5  | Сер 2004 | Хорватія F4, Чаковець           | Ґрунт    | Іван Церович          | Шебе Кіш Жольт Татар                     | 7–6(8), 6–4      |
| Поразка   | 7–6  | Вер 2006 | Хорватія F6, Загреб             | Ґрунт    | Рок Ярць              | Лука Кокулич Йошко Топич                 | 2–6, 4–6         |
| Поразка   | 7–7  | Чер 2007 | Республіка Македонія F2, Скоп'є | Ґрунт    | Марк Ораду            | Лазар Магдинчев Предраг Русевський       | 3–6, 4–6         |
| Перемога  | 8–7  | Сер 2007 | Хорватія F6, Вінковці           | Ґрунт    | Адольфо Гомес-Пінтер  | Горан Юкопила Альберт Лончарич           | 6–4, 7–5         |
| Поразка   | 8–8  | Сер 2010 | Хорватія F4, Чаковець           | Ґрунт    | Ґвідо Трестер         | Марін Драганя Діно Маркан                | 2–6, 4–6         |
| Поразка   | 8–9  | Кві 2012 | Хорватія F6, Врсар              | Ґрунт    | Йошко Топич           | Лукас Ястрауніґ Трістан-Замуель Вайсборн | 4–6, 6–4, [8–10] |
| Поразка   | 8–10 | Тра 2012 | Боснія і Герцеговина F1, Добой  | Ґрунт    | Йошко Топич           | Миха Млакар Томислав Тернар              | 4–6, 6–3, [8–10] |